# La Farlède
La Farlède é uma comuna francesa na região administrativa da Provença-Alpes-Costa Azul, no departamento de Var. Estende-se por uma área de 8,31 km². Em 2010 a comuna tinha 9 462 habitantes (densidade: 1 138,6 hab./km²).